# 甲基丙烯酰氯
甲基丙烯酰氯是一种有机氯化合物，化学式C
4H
5ClO，为甲基丙烯酸对应的酰氯，可用于合成聚合物，被美国环境保护局（EPA）列入极度危险物质列表，它可和3-庚炔在氯化铝催化下发生纳扎罗夫环化反应，生成5-氯-2-乙基-5-甲基-3-丙基环戊-2-烯-1-酮。